# Haldis Halvorsen

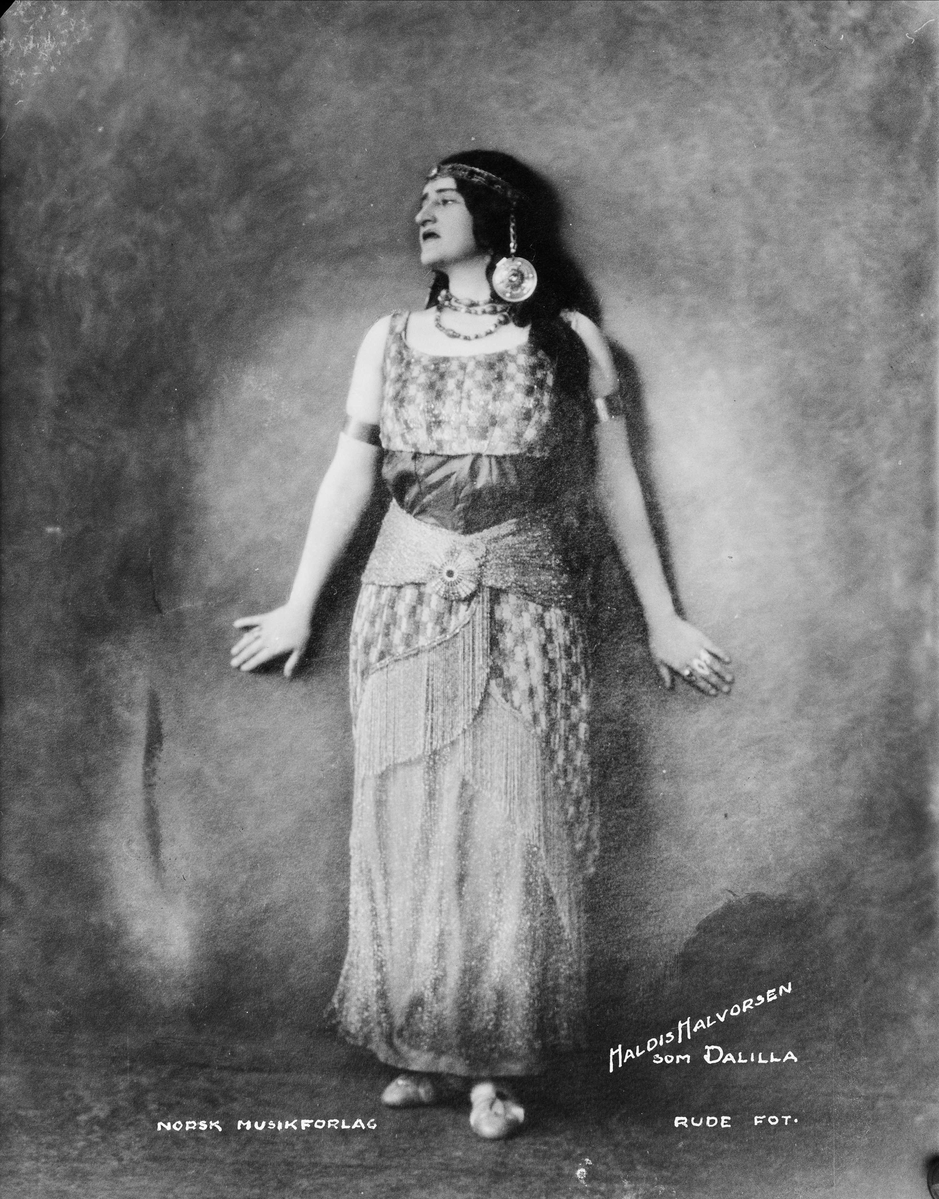
Haldis Halvorsen (1919).

Haldis Halvorsen (* 22. September 1889 in Dale; † 17. August 1936 in Høyanger) war eine norwegische Opernsängerin (Mezzosopran).
Halvorsen war Schülerin von Marie Irgens und studierte auch in Berlin. 1912 debütierte sie als Sängerin in Kristiania. Von 1918 bis 1920 war sie Mitglied der Opera Comique, die Norwegens erste feste Opernkompagnie war. Dort trat sie u. a. als Dalila in Samson und Dalila, Rachel in Die Jüdin, Elisabeth in Tannhäuser und Azucena in Der Troubadour auftrat. Sie gab Konzerte in Norwegen, Schweden, Dänemark und Deutschland. Seit 1915 war sie mit Leif Halvorsen verheiratet.